# Sibyl von der Schulenburg

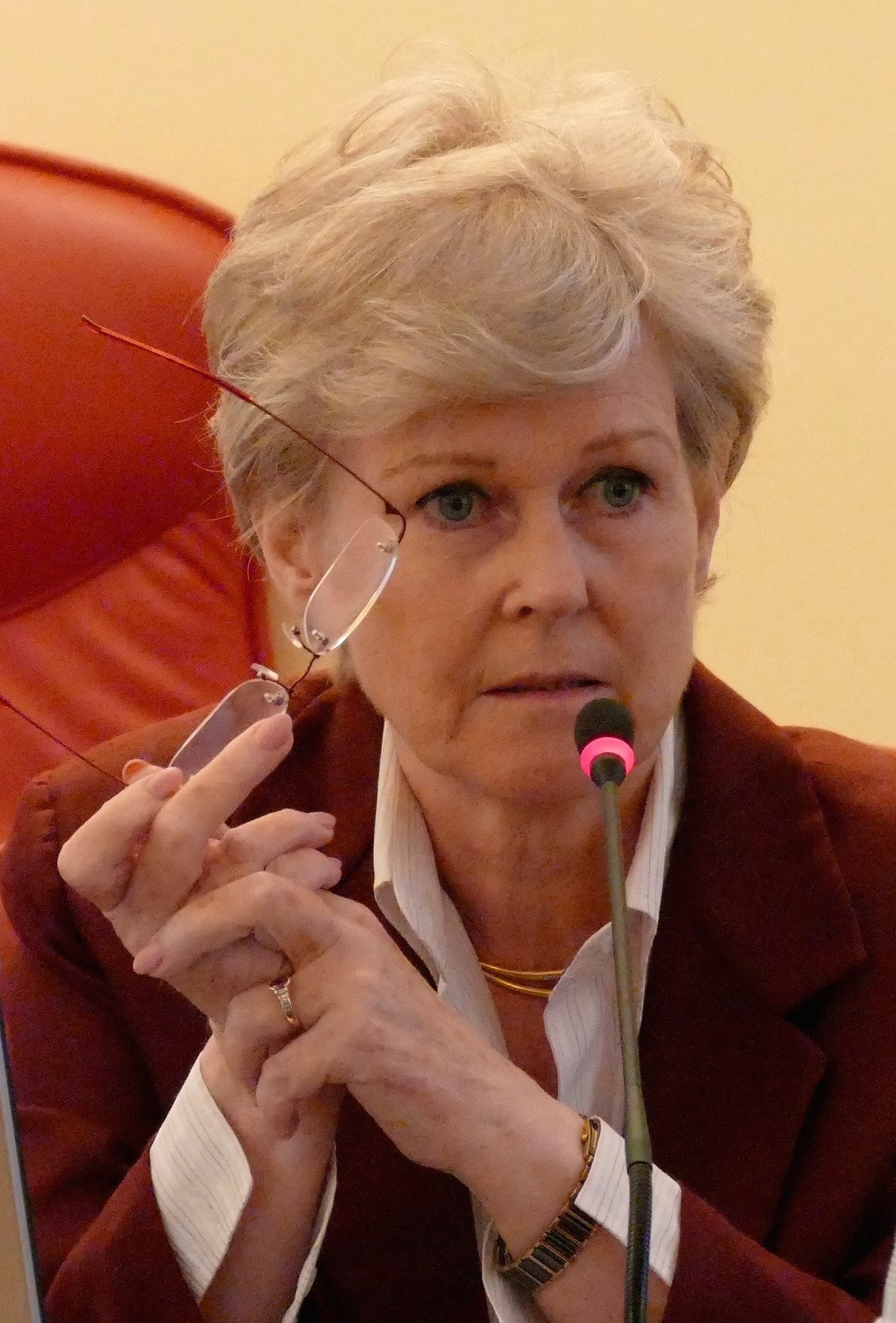
Sibyl von der Schulenburg nel 2018

Sibyl von der Schulenburg all'anagrafe Esther Sibylle von der Schulenburg (Sorengo, 8 marzo 1954) è una scrittrice italiana tedesca.

## Biografia
Figlia di due scrittori tedeschi Werner von der Schulenburg e Isa von der Schulenburg Carsen Jser, nasce e cresce in Svizzera, sul Lago di Lugano. Frequenta alcuni collegi in Italia e si laurea in giurisprudenza all’Università Statale di Milano con una tesi sulle sanzioni punitive nel diritto romano. Dal 1986 si dedica all’imprenditoria nel settore delle telecomunicazioni.
Nel 1995, dopo la scoperta dell'archivio segreto del padre, che contiene documenti politici del periodo della seconda guerra mondiale, sostiene la madre nella trascrizione, riordino e archiviazione di buona parte dei documenti con firme note quali Adolf Hitler, Rudolf Hess, Benito Mussolini, Alessandro Pavolini, Margherita Sarfatti, Luciana Frassati, Benedetto Croce e altri. Nel 2010, parte delle informazioni ricavate da questo archivio, confluiscono nel suo primo libro, Il Barone, romanzo biografico sulla vita del padre, letterato antinazista. Seguono altri romanzi storici caratterizzati da una forte aderenza alla storiografia che ottengono importanti riconoscimenti letterari tra cui il premio Premio internazionale Mario Luzi.
Dopo gli studi in psicologia conclusi con una tesi sul bilinguismo, pubblica il suo primo saggio divulgativo su argomenti d’interesse generale visti nell'ottica della psicologia cognitiva. Inizia anche la produzione di psicoromanzi, un genere di narrativa improntata alla psicologia clinica.
Nel 2014 istituisce il premio letterario riservato ai detenuti nelle carceri d’Italia “Scrittori Dentro” che vede come presidente di giuria Lella Costa. nel 2015 fonda l'associazione Artisti Dentro Onlus attraverso la quale si dedica alla rieducazione del detenuto ex art. 27 Costituzione della Repubblica Italiana, un progetto ad ampio respiro che coinvolge varie forme d’arte e oltre 2/3 delle carceri italiane. Contemporaneamente inizia un percorso di formazione post-universitaria in criminologia.
Nel 2021 fonda, per l'associazione culturale Amalago, il Premio Letterario Amalago dedicato ai romanzi storici. Presidente della Commissione Tecnica è dapprima Stefano Zecchi e poi Giovanni Grasso.
Tra i membri della commissione, assieme a Sibyl von der Schulenburg, ci sono Giuseppe Polimeni (accademico della Crusca) e Flavio Santi.
Nel 2022 costituisce il progetto letterario filantropico “Genny” legato al suo romanzo A muso duro che porta alla donazione annuale di una sedia a rotelle Genny Mobility, un dispositivo di ultima generazione che impiega la tecnologia Segway. La prima beneficiaria è stata Giulia Ghiretti.

## Opere

### Romanzi storici
- Il Barone, Ipertesto Edizioni, 2010. ISBN 978-88-62160483
- Per Cristo e Venezia, Il Prato Publishing House, 2015. ISBN 978-88-6336-274-9
- Melusine. La favorita del re, La Tartaruga, 2020. ISBN 978-88-9481-429-3

### Psicoromanzi e racconti
- I cavalli soffrono in silenzio, Il Prato Publishing House, 2013. ISBN 978-88-6336-257-2
- Ti guardo, Il Prato Publishing House, 2014. ISBN 978-88-6336-246-6
- La porta dei morti, Il Prato Publishing House, 2015. ISBN 978-88-6336-271-8
- Diciannove racconti Il Prato Publishing House, 2018. ISBN 978-88-6336-425-5
- A muso duro, Golem edizioni, 2022. ISBN 978-88-9291-088-1
- L'ultima duna, con Cesare Battisti, Golem Edizioni, 2022 ISBN 978-8892911123

### Saggistica
- Tradursi e Tradirsi. Bilinguismo e psicologia, saggio con Simona Ruggi, Aracne editrice, 2013. ISBN 978-88-548-5793-3
- Lo specchio della città. Architettura, ambiente e psicologia, Il Prato Publishing House, 2017. ISBN 978-88-6336-432-3
- Klaus Wrage, Il Prato Publishing House, 2021. ISBN 978-88-6336-549-8
- International Business Etiquette - Il galateo per chi lavora, Golem edizioni, 2022. ISBN 978-88-9291-079-9
- Quantum – Gastrofisica e cucina quantistica, Il Prato Publishing House, 2024. ISBN 978-88-6336-637-2

### Edizioni in lingue straniere
- Für Christus und Venedig, traduzione tedesca di Per Cristo e Venezia, Wieser Verlag, 2016. ISBN 978-3-99029-200-6
- Die Hundefrau, traduzione tedesca di La porta dei morti, Wieser Verlag, 2017. ISBN 978-3-99029-253-2
- Der Schatten, traduzione tedesca di Ti Guardo, Wieser Verlag, 2017. ISBN 978-3-99029-254-9
- Stable of Sorrow, traduzione inglese di I cavalli soffrono in silenzio, Il Prato Publishing House, 2015. ISBN 978-88-6336-270-1
- I watch you, traduzione inglese di Ti guardo, Il Prato Publishing House, 2015. ISBN 978-88-6336-252-7

## Premi e riconoscimenti
- 2014 - Premio internazionale Mario Luzi con Per Cristo e Venezia [7]
- 2015 - Premio Mario Pannunzio con Il Barone
- 2015 - Premio della giuria Franz Kafka Italia® con Ti guardo [8]
- 2015 - Premio della Critica del World Literary Prize con La porta dei Morti [9]
- 2015 - Premio Letterario Unicorno con La porta dei Morti [10]
- 2016 - Premio La Locanda del Doge con Il Barone
- 2016 - Finalista del Premio Lago Gerundo con Il Barone
- 2016 - Premio Franz Kafka Italia® con Per Cristo e Venezia [11]
- 2018 - Premio Lucrezia Cornaro, Locanda del Doge con Per Cristo e Venezia
- 2023 - Switzerland litterary prize con A muso duro